# 羅欽德
羅欽德（1472年—1550年），字允迪，號毅軒，又號介石居士、浮漚道人，江西泰和人，明朝政治人物，進士出身。

## 生平
弘治八年乙卯科中式江西乡试第七名舉人。弘治十二年（1499年）己未科會試第二百四十五名，二甲第十六名進士，鄉試、會試皆與弟羅欽忠同榜。选除两浙都轉運使司副使，正德四年（1509年）升刑部四川司員外郎，轉福建司郎中。正德六年（1511年）二月陞浙江布政司左參議，八年秋入觐，便道归省。九年正月迁浙江按察副使，分巡海道，十二年十二月以病致仕。
嘉靖五年（1526年）即家拜湖广按察司副使，整饬靖州兵备，移疾未行，六年（1527年）十一月升贵州按察使，稱病未赴任。家居三十年，嘉靖二十九年十一月去世，享年七十九。

## 著作
著有《浮沤杂续草》、《閑中瑣録》。

## 家族
曾祖羅存謙，祖羅鐸，黟縣訓導。父羅用俊，號栗斋翁，由天順三年舉人（四年會試副榜）歷任南京國子監助教。祖及父俱以長子欽順貴贈通議大夫南京吏部右侍郎。母曾氏，贈淑人。严侍下。兄羅欽順、弟羅欽忠皆進士，有「三鳳」之譽。
子羅珵，榜眼。